# Ріделю (озеро)
Озеро Ріделю (лат. Rideļu ezers), також Ріделю Дзірнавезерс «Ріделю млинове озеро», також озеро Дзірнаву «Млинове озеро»,  також «нерозумне озеро» — штучна водойма, розташована в Енгурському пагасті — адміністративної одиниці муніципалітету Енгуре (Енгурський край), Латвія. Водойма має площу 37 га, розташована за 80 км від Риги, 25 км від Тукумс і 8 км від узбережжя Енгуре. Уздовж озера проходить дорога Слока-Талсі (P128). 
Штучна водойма створена при затопленні річки Калнупе. У водоймі є 1 маленький острівець. Озеро старе, примарне, з чистою водою і крутими, лісистими берегами. Біля витоків Калнупе розташований млин Рідель, який наразі працює як музей і використовує воду для помелу борошна. У млинах потік води тече з півдня. Рослини в озері: комиш, тонконогоцвіті (ситникові), водяні лілії, рдесник плавучий, елодея. Риба в озері: щука, окунь, плотва, лин, лящ. В озері гніздяться качки, є прокат човнів. Озеро є приватним.

## Млин

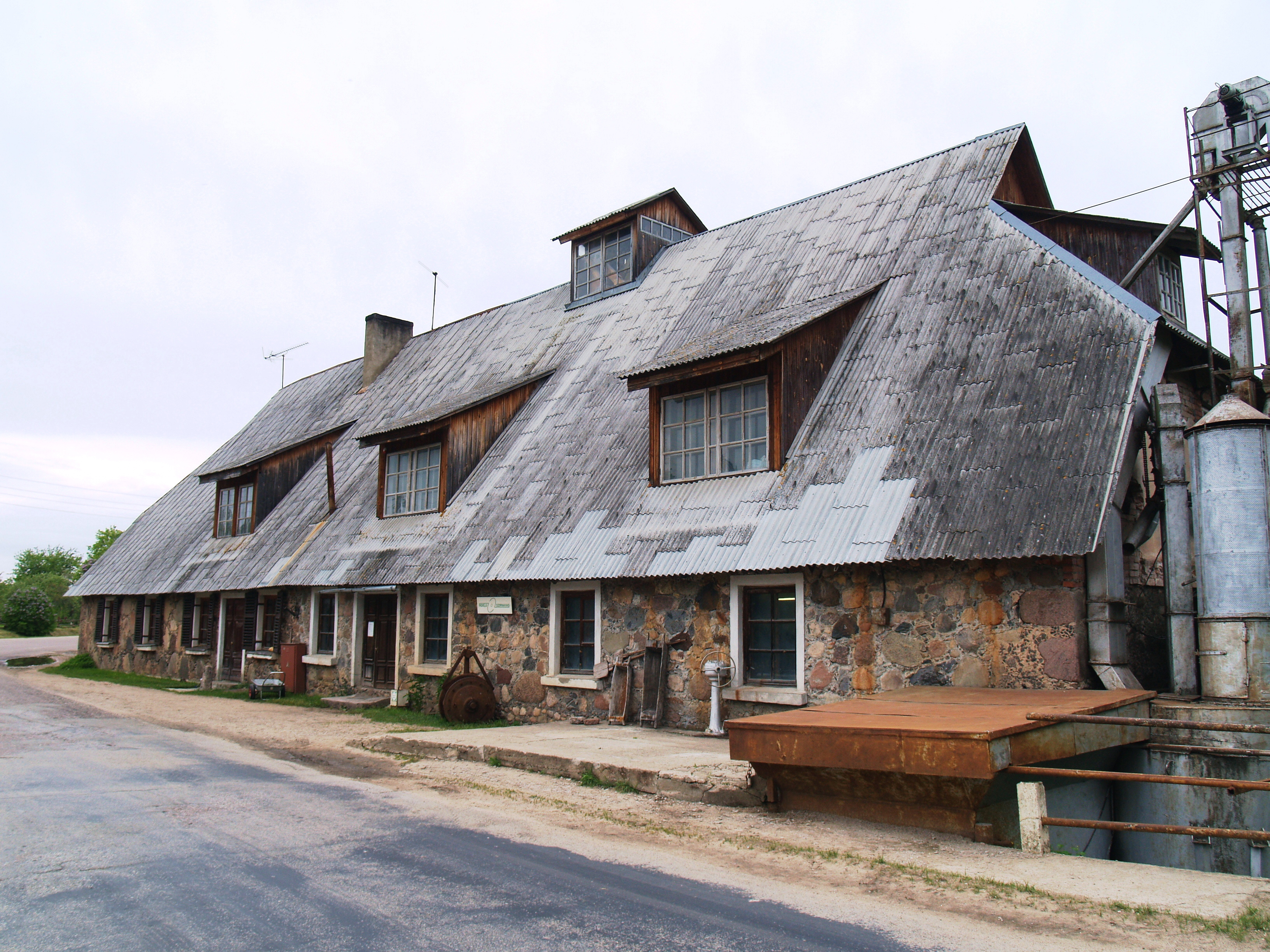

На озері розташований млин «Ріделю Дзірнавезерс» (лат. Rideļu dzirnavezers, також «Рідель млин») — великий млин, який має давню історію. На початку Першої світової війни млини згоріли, але після земельної реформи 1920-х років коли млини були власністю сім'ї Камбалу, роботу млина було відновлено. Млин був знову відкритий у 1992 році під керівництвом Камбалу, і через 2 роки він почав виготовляти борошно і виробляти манну крупу, а в 1996 році — крупи і ячмінні крупи.
Він більше не використовується для переробки зерна. На екскурсії по млині Рідель можна побачити фрезерні млини та їх фрезерний процес. Робота млина загалом механізована. В одній зміні 2 особи можуть розмелювати близько 3,5 тонн зерна.  У підвальному приміщенні млина розташована сауна.